# Familia Einstein
La familia Einstein es la familia del físico Albert Einstein (1879-1955). El tatarabuelo de Einstein, Jakob Weil, fue su pariente más antiguo registrado, nació a finales del siglo XVII, y la familia continúa hasta el día de hoy. Otro tatarabuelo de Albert, Löb Moses Sontheimer (1745-1831), fue también abuelo del tenor Heinrich Sontheim (1820-1912) de Stuttgart. 
El primer antepasado citado de Albert, un comerciante de caballos y telas de la zona del lago de Constanza llamado Baruch Moses Ainstein, fue miembro en el siglo XVII de la comunidad judía de Buchau.
Muchos Einstein vivieron en Ulm. Los testimonios todavía visibles de la historia de la familia son el edificio del Weinhof 19 (“El Inglés”), la estatua de Jeremías en la catedral de Ulm y algunas tumbas en el cementerio de Ulm. Cuando la comunidad judía donó la figura de Jeremías en 1877 para la iglesia protestante con motivo del 500 aniversario de la colocación de la primera piedra de la catedral, Hermann Einstein, August Einstein y su cuñado Kosman Dreyfuss también participaron en la campaña para la recaudación de fondos. Kosman Dreyfuss incluso fue miembro del comité creado específicamente para este fin. Los Einstein de Ulm estaban emparentados con las familias Dreyfuss, Hofheimer, Wessel, Steiner, Hirsch y Moos. 
Los tres hijos de Albert surgieron de la relación con su primera esposa, Mileva Marić, y su hija Lieserl nació un año antes de casarse. La segunda esposa de Albert Einstein fue Elsa Einstein, cuya madre Fanny Koch era hermana de la madre de Albert, y cuyo padre, Rudolf Einstein, era hijo de Raphael Einstein, hermano del abuelo paterno de Albert. Albert y Elsa eran, por tanto, primos hermanos por parte de su madre y primos segundos por parte de su padre. 

## Etimología
Einstein (pronunciación en alemán: /ˈaɪnʃtaɪn/ (escucharⓘ)) es un apellido habitacional (toponímico) alemán de varios lugares, derivado del alto alemán medio del verbo einsteinen 'encerrar, rodear con piedra'; o una adaptación judía (asquenazí) del nombre alemán, o bien un nombre ornamental que utiliza la terminación -stein 'piedra'. 

## Pauline Einstein (madre de Albert)
Pauline Einstein (de soltera Koch) (8 de febrero de 1858 - 20 de febrero de 1920) fue la madre de Albert. Nació en Bad Cannstatt, Reino de Wurtemberg.  Era judía, tenía una hermana mayor, Fanny, y dos hermanos mayores, Jacob y Caesar. Sus padres fueron Julius Doerzbacher, que había adoptado el apellido Koch en 1842, y Jette Bernheimer; quienes se casaron en 1847. El padre de Pauline era de Jebenhausen, ahora parte de la ciudad de Göppingen, y creció en circunstancias económicas modestas. Más tarde vivió en Cannstatt y, junto con su hermano Heinrich, hizo una considerable fortuna en el comercio del maíz. Incluso se convirtieron en "proveedores reales de Wurtemberg para la corte". 

### Matrimonio
A los 18 años, Pauline se casó con el comerciante Hermann Einstein, que vivía en Ulm. Lo hicieron en Cannstatt el 8 de agosto de 1876. Después de la boda, la joven pareja vivió en Ulm en la Bahnhofstraße 20 (B135),   donde Hermann se convirtió en socio de una empresa de plumas para camas. Albert nació el 14 de marzo de 1879.  Por iniciativa de Jakob, el hermano de Hermann, la familia se mudó en el verano de 1880 al distrito muniqués de Ludwigsvorstadt-Isarvorstadt, donde los dos hermanos fundaron juntos una empresa de ingeniería eléctrica llamada Elektrotechnische Fabrik J. Einstein & Cie. La empresa tuvo éxito y suministró centrales eléctricas en Múnich-Schwabing, Varese y Susa (Italia).  La segunda hija de Hermann y Pauline, María (llamada Maja), nació en Múnich el 18 de noviembre de 1881. Pauline Einstein era una mujer tranquila y bien educada que tenía inclinación por las artes. Era una pianista talentosa y dedicada. 
Pauline se realizó como esposa y madre apoyando a su talentoso hijo.  En Múnich hizo que Albert recibiera clases particulares para que, a los cinco años, pudiera ser matriculado en el segundo grado de la escuela primaria.  Animó a Albert a comunicarse desde 1889 con el estudiante de medicina de Múnich Max Talmey (1869-1941), a quien invitó a cenar una vez por semana durante cinco años y quien le introdujo en el mundo de las ciencias naturales y le enseñó los fundamentos de la filosofía, matemáticas, y el pensamiento científico.   Pauline insistió también en que su hijo aprendiera a tocar el violín. 

### Problemas económicos
La fábrica de Hermann y Jakob se trasladó a Pavía, Italia, en 1894. Hermann, Maria y Pauline se mudaron a Milán el mismo año y un año después a Pavía. Albert se quedó con unos familiares en Múnich para continuar allí su educación. Lamentablemente, el negocio fracasó y los hermanos tuvieron que abandonar la fábrica en 1896.  Aunque Hermann había perdido la mayor parte de su dinero, fundó (sin su hermano) otra empresa de ingeniería eléctrica en Milán. Esta vez el negocio fue mejor. Sin embargo, la salud de Hermann se deterioró y murió de insuficiencia cardíaca en Milán el 10 de octubre de 1902.

### Viudez
En oposición a sus padres, Albert se casó en 1903 con una compañera de estudios de Zúrich, la serbia Mileva Marić, una de las primeras mujeres en estudiar matemáticas y física. Pauline no apreciaba a su nuera porque no era judía ni alemana, y mayor que su hijo. Con el tiempo perdió contacto con sus nietos, que vivían en Zúrich. Ella creía saber mejor qué mujer sería la adecuada para su hijo.  A finales de 1913, las dos mujeres se separaron definitivamente. 
Después de una breve estancia con su pariente Auguste Hochberger en Heilbronn, Pauline se mudó a Hechingen en 1903 para vivir con su hermana Fanny y su cuñado Rudolf Einstein, un fabricante textil. Se mudó con ellos a Berlín en 1910. Sin embargo, debido a desacuerdos económicos en 1911, no pudo quedarse allí, por lo que su hijo Albert la envió a Heilbronn como ama de llaves del millonario y pensionista Heinz Oppenheim. 
En 1914, Pauline viajó de nuevo a Berlín, donde se hizo cargo de la casa de su hermano mayor y viudo, Jakob Koch. En 1914 fue operada de cáncer de útero en Berlín, Albert pagó los costos de operación. De 1915 a 1918 volvió a ser ama de llaves de Heinz Oppenheim en Heilbronn. En 1918 vivió temporalmente con su hermano mayor, Jakob Koch, en Zúrich. 

### Muerte
En 1919 el cáncer retornó. En aquella época, Pauline vivía con su hija Maja Einstein y su marido Paul Winteler en Lucerna y luego en una residencia de ancianos.  En diciembre de 1919 fue llevada a Berlín en una ambulancia ferroviaria separada, con un médico de Lucerna, una enfermera y su hija Maja. Durante los dos últimos meses de su vida, la enfermera la cuidó en el estudio de su hijo Albert en su apartamento de Haberlandstrasse 5 en Wilmersdorf. Murió el 20 de febrero de 1920, pocas semanas después de cumplir 62 años,  y fue enterrada el 23 de febrero de 1920 en el cementerio municipal no judío de Maxstrasse en Berlín-Schöneberg. 

## Hermann Einstein (padre de Albert)
Hermann Einstein (Bad Buchau, 30 de agosto de 1847 - Milán, 10 de octubre de 1902) fue el padre de Albert. Era judío asquenazí.

### Primeros años

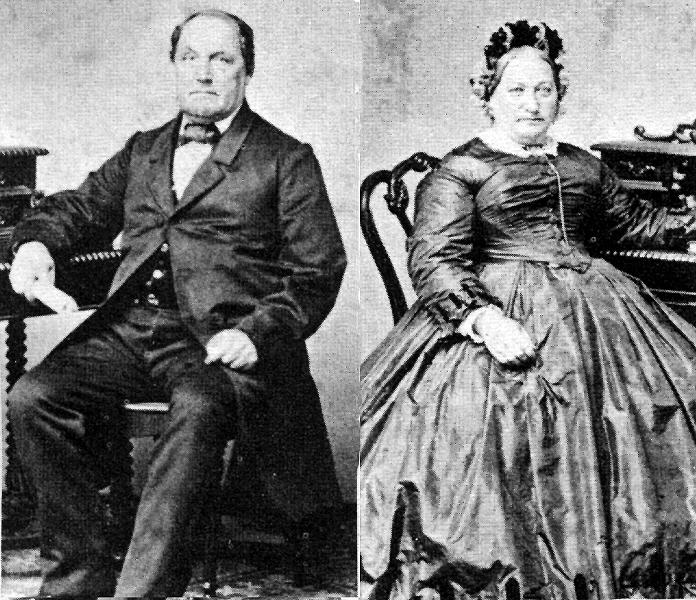
Abraham y Helena Einstein

Hermann Einstein nació en Buchau, Reino de Wurtemberg, hijo de Abraham Einstein y Helene Moos (3 de julio de 1814 - 20 de agosto de 1887).
Hermann creció en la comunidad judía de Buchau, en la Alta Suabia. Su padre Abraham prosperó allí como comerciante textil especializado en la confección de abrigos para damas. La familia se mudó a Ulm a finales de los años 1860. Mientras aún estaban en Buchau, su padre envió a Hermann Einstein a Stuttgart, donde se graduó de la escuela secundaria. Allí también hizo un aprendizaje como comerciante. 
Tenía seis hermanos: 
- Raphael (3 de diciembre de 1839 - 15 de enero de 1842)
- Jette (13 de enero de 1844 - 7 de enero de 1905). Después de su matrimonio con Kosman Dreyfuss, Jette fue el primer miembro de la familia Einstein que se mudó a Ulm en 1864. Pronto le siguieron sus padres y la mayoría de sus hermanos, incluido Hermann Einstein. [29]
- Heinrich (12 de octubre de 1845 - 16 de noviembre de 1877)
- August Ignaz (23 de diciembre de 1849 - 14 de abril de 1911)
- Jakob (25 de noviembre de 1850-1912)
- Friederike "Rika" (15 de marzo de 1855 - 17 de junio de 1938)

Los nombres de muchos de los familiares de Einstein todavía se pueden encontrar hoy en las lápidas del cementerio judío de Buchau, incluido el del último judío de la ciudad, Siegbert Einstein, un sobrino nieto de Albert que sobrevivió al Gueto de Theresienstadt y fue temporalmente segundo alcalde de Buchau.

### Matrimonio con Paulina
Hermann se casó con Pauline Koch, de 18 años, en Cannstatt, Reino de Wurtemberg, el 8 de agosto de 1876. Después de su boda, la joven pareja vivió en Ulm, donde Hermann se convirtió en socio de la tienda de colchones de plumas “Israel y Levi” en Weinhof 19 de sus primos Moses y Hermann Levi. Por iniciativa de Jakob, el hermano de Hermann, la familia se mudó a Múnich en el verano de 1880. Allí los dos hermanos fundaron la empresa de ingeniería eléctrica Einstein & Cie, siendo Hermann el comerciante y Jakob el técnico. El capital lo aportó el suegro de Hermann, Julius Koch, 

### Trabajo
La empresa de los Einstein fabricaba dinamos y contadores eléctricos basados en corriente continua. Contribuyeron decisivamente a llevar la electricidad a Múnich. Electrificaron el Oktoberfest y las calles de Schwabing que conducían a la cervecería Salvator. Obtenían las bombillas de luz de la "Deutschen Edison-Gesellschaft ". Entre sus clientes se encontraban la cervecería Pschorr y la clínica Rechts der Isar.
En 1893, los hermanos Einstein perdieron ante Schukert la licitación para un contrato para la electrificación de Múnich. La pequeña empresa de Hermann y Jakob carecía de capital para convertir sus equipos del estándar de corriente continua (CC) al estándar de corriente alterna (CA) más eficiente que utilizaba Schukert.  A partir de ahí, su fortuna disminuyó. Se vieron obligados a vender su fábrica de Múnich y, en busca de negocios, los dos hermanos trasladaron su empresa a Pavía, Italia, en 1894. Hermann, Pauline y Maja se mudaron ese mismo año a Milán y un año más tarde a Pavía. Albert se quedó con unos familiares en Múnich para continuar su educación allí, aunque también pasó un tiempo en Pavía. 
Junto con el socio italiano Garrone, construyeron una fábrica de ingeniería eléctrica en Pavía, que, sin embargo, quebró en 1896.  Posteriormente, Hermann dirigió solo una empresa de ingeniería eléctrica en Milán.  Para ello recibió capital de su primo y cuñado Rudolf Einstein, que era socio de la fábrica de tejidos Baruch & Cie en Hechingen, aunque tras la quiebra de Pavía en 1896 le debía la gran suma de 10.000 liras. (equivalente a 8.100 reichsmark).  El pensamiento de estatus fue crucial en los esfuerzos de Hermann por mantener una existencia independiente, para la cual continuó siendo financiado por su cuñado Rudolf Einstein. 

### Muerte
Hermann Einstein murió de insuficiencia cardíaca en Milán en 1902. Su tumba se encuentra en Civico Mausoleo Palanti dentro del Cimitero Monumentale di Milano. 

## María "Maja" Einstein (hermana menor de Albert)

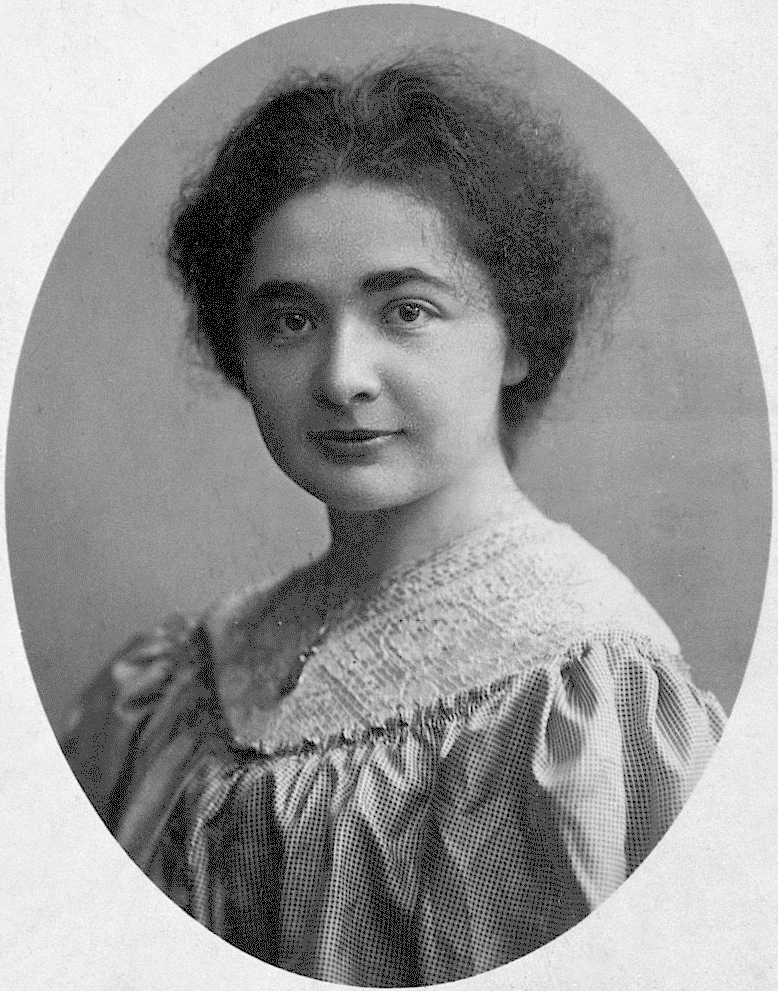
María 'Maja' Einstein (1900)

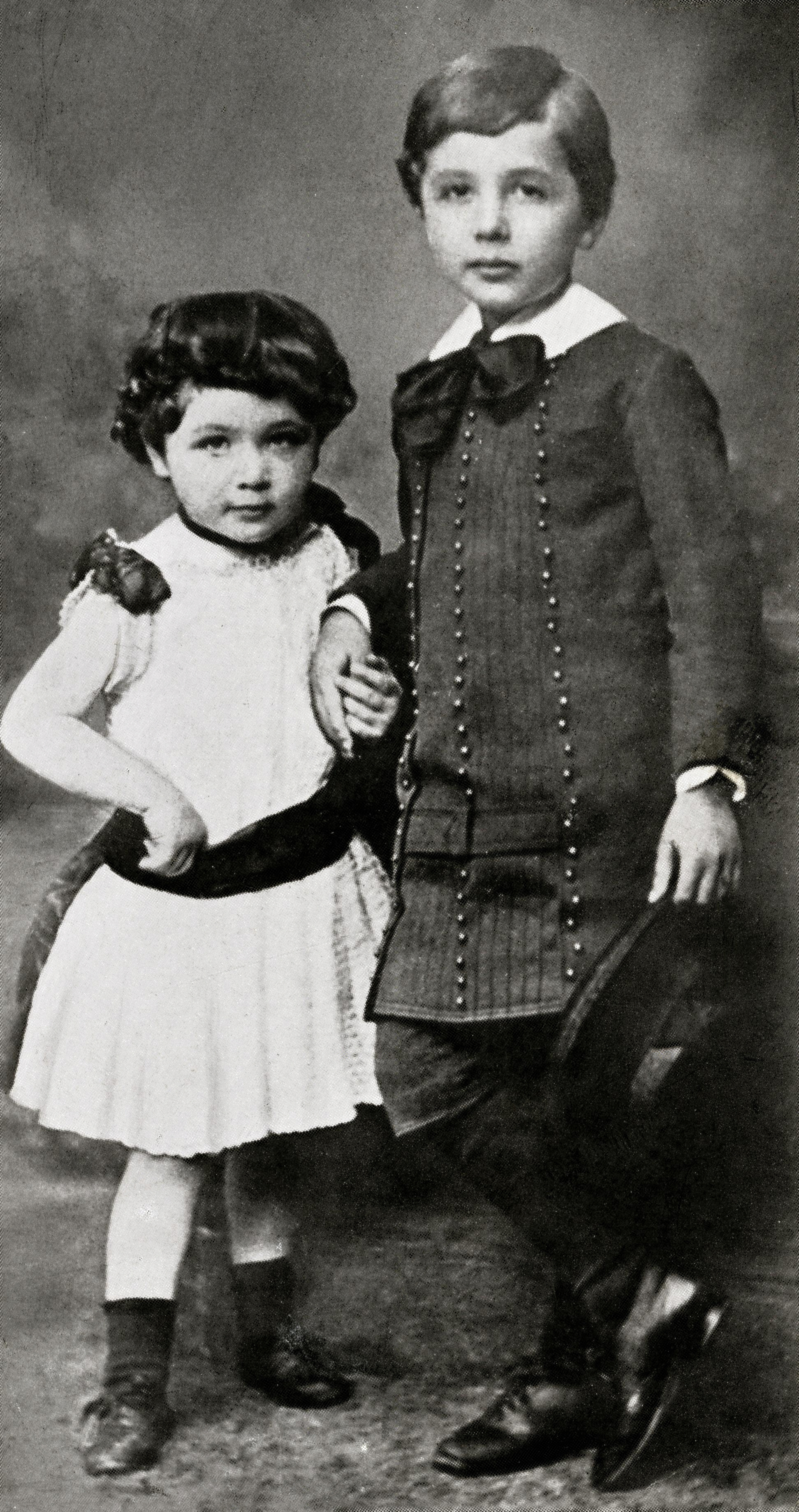
Maja y Albert, c. 1886

Maria "Maja" Einstein (18 de noviembre de 1881 - 25 de junio de 1951) era la hermana menor de Albert. 

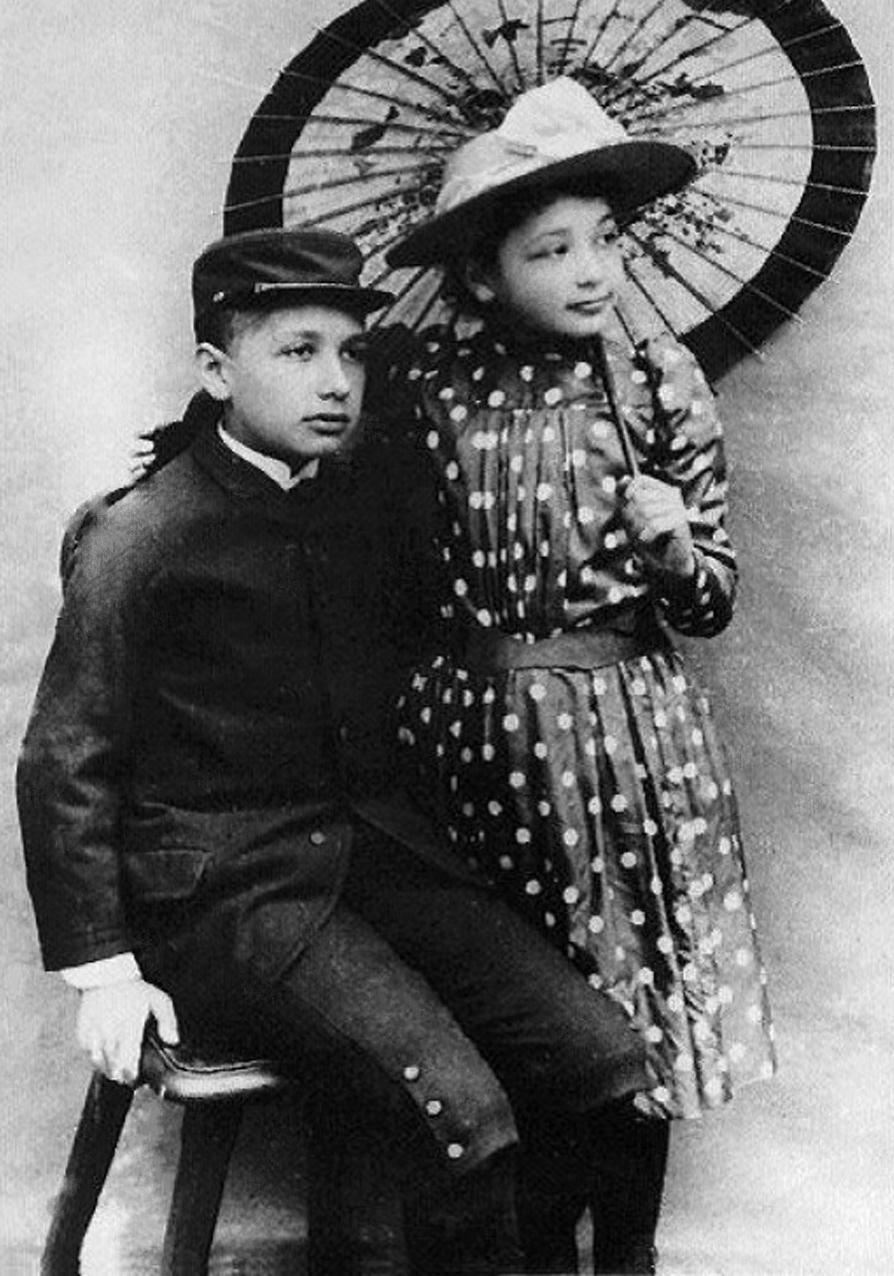
Maja y Albert, c. 1893

Asistió a la escuela primaria en Múnich de 1887 a 1894. Luego se mudó con sus padres a Milán, donde asistió al Colegio Internacional Alemán. Albert se quedó con unos familiares en Múnich para completar sus estudios. De 1899 a 1902 asistió a un taller para profesores en Aarau. Después de aprobar sus exámenes finales, estudió lenguas y literatura romances en Berlín, Berna y París. En 1909 se graduó en la Universidad de Berna; su disertación se tituló  Feststellung des Handschriftenverhältnisses des Chevalier au Cygne und der Enfances Godefroy.
Al año siguiente de su graduación, el 23 de marzo de 1910, se casó con el abogado Paul Winteler. Perdió su permiso de trabajo debido al celibato de las maestras (Lehrerinnenzölibats), que era una norma legal que establecía la incompatibilidad de matrimonio y carrera para las docentes. No tuvieron hijos. La joven pareja se mudó en 1911 a Lucerna, donde Winteler había encontrado trabajo. En 1922 compraron la finca "Samos" en Colonnata (Sesto Fiorentino) en las afueras de Florencia. El factor principal para la mudanza fue la enfermedad de Paul Winteler de tuberculosis pulmonar. En 1924, Albert les dio 7.000 reichsmark para saldar las deudas que pesaban sobre el patrimonio. La pareja no pudo evitar problemas económicos a pesar de su frugal autosuficiencia y al apoyo financiero de Albert. La pobreza debida al desempleo era parte de la ideología de Winteler-Einstein. La crítica a la civilización y cercana a la naturaleza se hizo evidente en su estilo de vida monástico y su amor por los animales. 
Durante sus visitas a Florencia, Albert Einstein también pasó tiempo con su primo hermano Robert Einstein y su familia, que vivían en Corso dei Tintori en invierno y verano en su casa de campo Il Focarfo en Troghi, cerca de Rignano sull'Arno. El pie de foto de una acuarela de la joven sobrina de Robert, Lorenza Mazzetti, proporciona una idea de estas visitas familiares: "Este es un retrato del primo del tío Robert, hermano de Maja. Su nombre es Albert Einstein. Vive en Estados Unidos y cuando está allí, Trabaja como científico y cuando viene aquí se mece en los columpios". 
Después de que el líder italiano Benito Mussolini introdujera leyes antisemitas en Italia, Albert invitó a Maja a emigrar a los Estados Unidos en 1939 y vivir en su residencia en Mercer Street, Princeton, Nueva Jersey. A su marido se le negó la entrada a Estados Unidos por motivos de salud y se quedó con familiares en Ginebra.  Maja pasó unos años agradables con Albert, hasta que sufrió un derrame cerebral en 1946 y quedó postrada en cama,  lo que impidió el regreso a Europa. Paul y Maja mantuvieron correspondencia hasta la muerte de esta última. Maja posteriormente desarrolló arteriosclerosis progresiva y murió en Princeton el 25 de junio de 1951 de neumonía, como resultado de una fractura de húmero, cuatro años antes que su hermano. Paul Winteler murió el 15 de julio de 1952 en Ginebra.
Albert informó después de la muerte de su hermana: "En los últimos años le he leído todas las noches los mejores libros de la literatura antigua y moderna". 
Los miembros de la familia que permanecieron en Florencia sufrieron terriblemente. El 3 de agosto de 1944, las SS arrestaron a la esposa de Robert, Nina Cesarina Mazzetti,  de 56 años, y a sus dos hijas, Luce, de 27 años, y Annamaria Cicì, de 18, quienes fueron torturadas y luego fusiladas.  La Villa Il Focardo fue quemada. Robert escapó de la matanza, pero no pudo soportar la situación y se suicidó un año después.  Está enterrado junto a su esposa e hijas en el cementerio de Badiuzza alle Corti.  Los responsables de la masacre nunca fueron identificados. Lorenza Mazzetti, una sobrina de Robert, publicó en 1961 Il cielo cade (El cielo se desploma), una obra en la cual narra su infancia y los acontecimientos de la época. Ganó el Premio Viareggio en 1962 y fue llevada al cine en el año 2000. 

## Mileva Marić (primera esposa de Albert)
Mileva Marić (en serbio: Милева Марић; Títel, Reino de Hungría, Imperio austrohúngaro, hoy Vojvodina, Serbia, 19 de diciembre de 1875;  Zúrich, Suiza, 4 de agosto de 1948) fue la primera serbia y una de las primeras mujeres en estudiar matemáticas y física. 
Hasta el día de hoy, Mileva Marić recibe diferentes nombres. De vez en cuando, especialmente en documentos oficiales, utilizaba la ortografía húngara Mileva Marity. Desde su matrimonio también se llamaba Mileva Marić-Einstein (en serbio: Милева Марић-Ајнштајн, Mileva Marić-Ajnštajn) o Einstein-Marić o Einstein-Marity. 
Marić provenía de una rica familia serbia de Vojvodina, que entonces formaba parte del Imperio austrohúngaro.  Su padre la apoyó fuertemente en su educación, reconociendo su capacidad intelectual. Inicialmente asistió a la Escuela Superior Femenina de Serbia en Novi Sad, luego a la escuela secundaria y a la Escuela Secundaria Real de Serbia en Šabac. Cuando su familia se mudó a Zagreb, ella se mudó a la escuela secundaria local. Posteriormente continuó sus estudios en Suiza en la escuela secundaria para niñas de la ciudad de Zúrich y finalmente completó su bachillerato en Berna.
Se matriculó en la Universidad de Zúrich para estudiar medicina, pero después de un semestre se trasladó a la Escuela Politécnica Federal de Zúrichl, donde decidió estudiar matemáticas y física en 1896, como la única mujer de su clase. Se matriculó y asistió a las mismas conferencias que Albert Einstein, con quien pronto se hizo muy amiga. En el semestre de invierno de 1897/98 fue estudiante invitada en la Universidad de Heidelberg  y regresó al Politécnico en abril de 1898. En 1899 aprobó el primer examen y al año siguiente suspendió el examen de diploma. En particular, obtuvo malas notas en matemáticas (teoría funcional) y su tesis de diploma sólo obtuvo una nota mediocre. Repitió el examen de diploma cuando tenía tres meses de embarazo, pero tampoco aprobó la segunda vez. Un intento de doctorado fracasó desde el principio porque ella (al igual que Einstein) tuvo problemas con el profesor de física Heinrich Weber . 
En 1901 quedó embarazada de Einstein. En 1903, Mileva y Albert se casaron en Berna en contra de los deseos de la madre de Albert.

## Lieserl Einstein (hija de Albert)
Lieserl Einstein (27 de enero de 1902 - ¿septiembre de 1903?) fue la primera hija de Mileva y Albert.
Según la correspondencia entre sus padres, Lieserl nació el 27 de enero de 1902, un año antes de se casaran, en Újvidék, Austria-Hungría, actual Novi Sad, Serbia, y fue cuidada por su madre durante un corto tiempo. Einstein trabajó en Suiza antes de que Marić se reuniera con él allí sin la niña.
Los biógrafos desconocían la existencia de Lieserl hasta 1986, cuando Evelyn, la hija de Hans Albert Einstein, descubrió un lote de cartas entre Albert y Mileva Marić.

Marić esperaba una niña, mientras que Einstein hubiera preferido un niño. En sus cartas llamaban al feto "Lieserl" cuando se trataba de una niña, o "Hanserl" si era un niño. Tanto "Lieserl" como "Hanserl" eran diminutivos de los nombres alemanes comunes Liese (abreviatura de Elizabeth) y Hans.

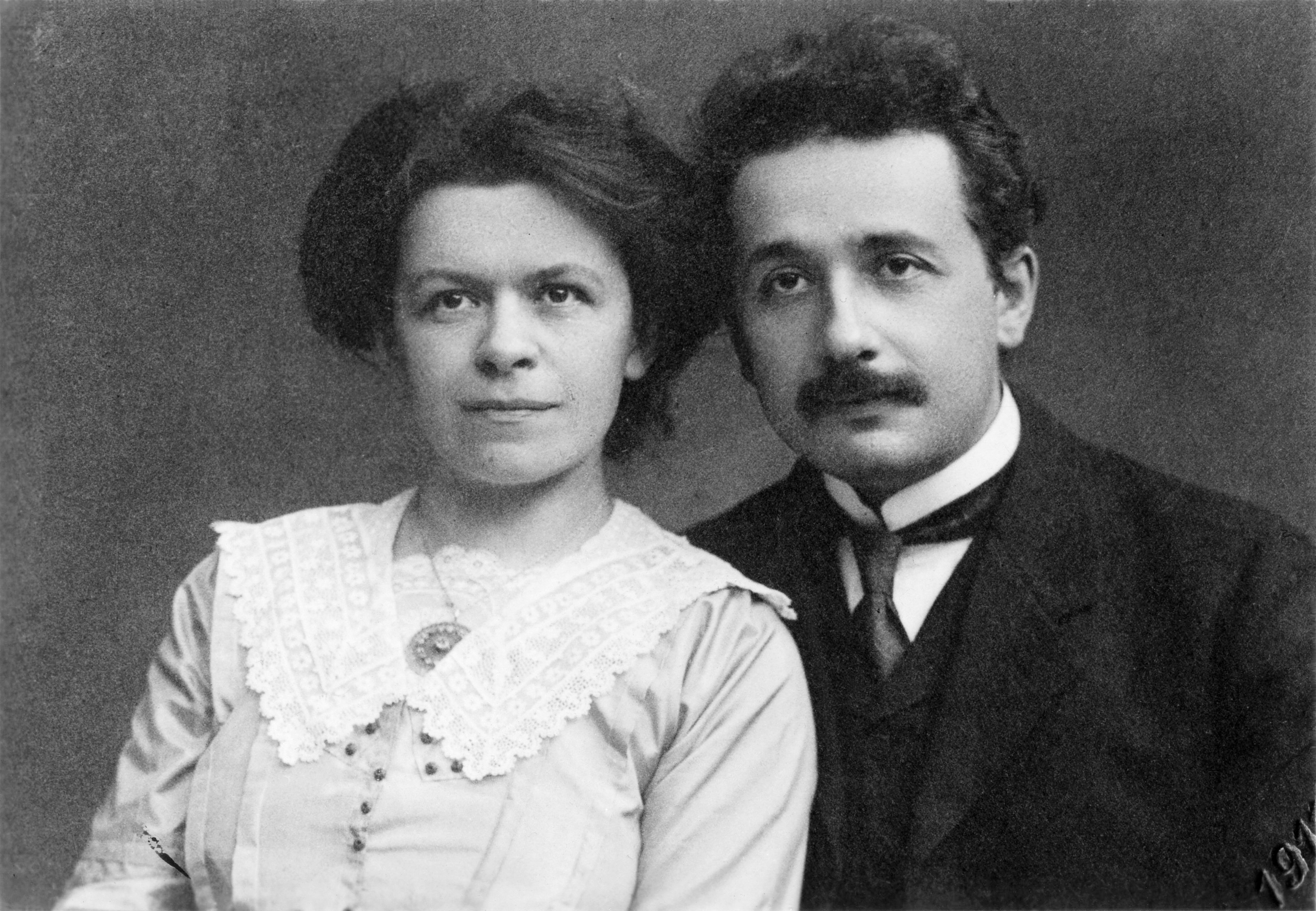
Albert Einstein y Mileva Marić Einstein, 1912

La primera referencia al embarazo de Marić se encontró en una carta que Einstein le escribió desde Winterthur, probablemente el 28 de mayo de 1901 (carta 36), preguntando dos veces sobre "el niño" y "nuestro pequeño hijo",  mientras que la primera referencia de Marić fue encontrado en su carta del 13 de noviembre de 1901 (carta 43) de Stein am Rhein, en la que se refería al feto como "Lieserl".  Einstein está de acuerdo con el deseo de Marić de tener una hija y se refiere a la futura niña también como "Lieserl", pero con sentido del humor, como en la carta 45 del 12 de diciembre de 1901 "... y alégrate por nuestra Lieserl, a quien En secreto (para que Dollie  no se dé cuenta) prefiero imaginarme a un Hanserl." 
La niña debió nacer poco antes del 4 de febrero de 1902, cuando Einstein escribió: "... ahora ves que realmente es una Lieserl, tal como lo deseabas. ¿Está sana y llora como es debido? [... ] ¡La amo tanto y ni siquiera la conozco todavía!" 
La última vez que se mencionó a "Lieserl" en la correspondencia existente fue en la carta de Einstein del 19 de septiembre de 1903 (carta 54), en la que mostraba preocupación porque ella tenía escarlatina. Su pregunta "¿Cómo está registrado el niño?" añadir "Debemos tomar precauciones para que no le surjan problemas más adelante" puede indicar la intención de dar al niño en adopción. 
Como no se conoce el nombre completo ni el destino de la niña, se han planteado varias hipótesis sobre su vida y muerte:
- Michele Zackheim, en su libro sobre "Lieserl", La hija de Einstein, afirma que "Lieserl" tenía una discapacidad del desarrollo, y que vivía con la familia de su madre y probablemente murió de escarlatina en septiembre de 1903. [62]
- Otra posibilidad, favorecida por Robert Schulmann del Proyecto Einstein Papers, es que "Lieserl" fue adoptada por la amiga cercana de Marić, Helene Savić, y fue criada por ella y vivió bajo el nombre de "Zorka Savić" hasta la década de 1990. De hecho, Savić crio a un niño llamado Zorka, que quedó ciego desde la infancia y murió en la década de 1990. Antes de su muerte en 2012, su nieto Milan N. Popović, tras una extensa investigación sobre la relación entre Einstein y Marić, rechazó la posibilidad de que se tratara de "Lieserl", y también favoreció la hipótesis de que el niño murió en septiembre de 1903. [63]

Una carta ampliamente difundida en Internet sobre la "fuerza universal" del amor, atribuida como "una carta de Albert Einstein a su hija", es un engaño.  

## Hans Albert Einstein (primer hijo de Albert)
Hans Albert Einstein (14 de mayo de 1904 - 26 de julio de 1973) nació en Berna, Suiza, el segundo hijo y el primer hijo varón de Albert Einstein y Mileva Marić. Hans obtuvo su doctorado en ETH Escuela Politécnica Federal de Zúrich en 1936 y emigró a Estados Unidos en 1938. Fue durante mucho tiempo profesor de ingeniería hidráulica en la Universidad de California en Berkeley, ampliamente reconocido por sus investigaciones sobre el transporte de sedimentos.  
Hans Albert tuvo cuatro hijos, tres hijos biológicos y una hija adoptiva, Evelyn Einstein.  De los hijos biológicos de Hans Albert, sólo Bernhard Caesar Einstein vivió hasta la edad adulta. El propio Bernhard tuvo cinco hijos con su esposa, Doris Aude Ascher.  Bernhard era un ingeniero con múltiples patentes. 

## Eduard "Tete" Einstein (segundo hijo de Albert)
Eduard Einstein (28 de julio de 1910 – 25 de octubre de 1965) nació en Zúrich, Suiza, el segundo hijo del físico Albert Einstein de su primera esposa Mileva Marić. Albert Einstein y su familia se mudaron a Berlín en 1914. Poco después, los padres se separaron y Marić regresó a Zúrich, llevándose consigo a Eduard y a su hermano mayor Hans Albert. Su padre se volvió a casar en 1919 y en 1933 emigró a los Estados Unidos bajo la amenaza del creciente régimen nazi de Alemania.
Eduard era un buen estudiante y tenía talento musical. Después del gymnasium, comenzó a estudiar medicina para convertirse en psiquiatra, pero a la edad de 21 años le diagnosticaron esquizofrenia. Fue internado dos años después por primera de varias veces. Los biógrafos de su padre han especulado que las drogas y las "curas" de la época dañaron en lugar de ayudar al joven Einstein.  Su hermano Hans Albert Einstein creía que su memoria y sus capacidades cognitivas se habían visto profundamente afectadas por los tratamientos de terapia electroconvulsiva que recibió mientras estaba internado. 
Después de una crisis nerviosa, Eduard le había dicho a su padre  que lo odiaba y, tras la emigración de Albert a Estados Unidos, nunca volvieron a verse.  Padre e hijo, a quien el Albert llamaba cariñosamente "Tete" (por petit), mantuvieron correspondencia regularmente antes y después de que Eduard enfermara. Su correspondencia continuó después de la inmigración del padre a los EE. UU.  
Eduard siguió interesado por la música y el arte,  escribió poesía,  y era un entusiasta de Sigmund Freud. Colgó un cuadro de Freud en la pared de su dormitorio. 
Su madre lo cuidó hasta su muerte en 1948. A partir de entonces, Eduard vivió la mayor parte del tiempo en la clínica psiquiátrica Burghölzli de Zúrich, donde murió en 1965 de un derrame cerebral a los 55 años. Está enterrado en el cementerio de Hönggerberg en Zúrich. 

## Elsa Einstein (prima y segunda esposa de Albert)
Elsa Einstein (Hechingen, 18 de enero de 1876; Princeton, Nueva Jersey, Estados Unidos, 20 de diciembre de 1936) fue prima y segunda esposa de Albert Einstein. Se casó con Max Löwenthal y adoptó su apellido. Recuperó su nombre de nacimiento luego del matrimonio con Albert.

## Rudolf Einstein (tío y suegro de Albert)
Rudolf Einstein (Buchau,  22 de abril de 1843; Berlín, 27 de abril de 1927) fue un fabricante textil en Hechingen y hasta 1908 socio de la fábrica de tejidos local Baruch & Söhne. Era tío de Albert.
Rudolf era hijo de Raphael Einstein (1806-1880), un comerciante de Buchau, y su esposa Henriette, de soltera. Baruch (1808 o 1809-1852) de Hechingen. En 1871 se casó con Fanny, de soltera Koch, de Cannstatt (Jebenhausen 25 de marzo de 1852; Berlín 10 de noviembre de 1926).
A más tardar desde 1873, Rudolf Einstein hizo una gran fortuna como socio de un tercio de la mayor fábrica textil de Hechingen, Baruch & Söhne. Su origen se remonta al año 1864 en Hechingen, en la casa de Schlossstrasse 16.  En 1901, Albert llamó a su tío “Rudolf el Rico”.  En 1894/95, el suegro de Rudolf Einstein, Julius Koch, vivió con los Einstein en Hechingen. La solidaridad familiar judía llevó a Rudolf a conceder a su cuñado Hermann, padre de Albert, la condición de trabajador autónomo en la industria eléctrica del norte de Italia con grandes préstamos, a pesar de que quebró dos veces. Después de la muerte de Hermann en 1902, su viuda Pauline se mudó con su hermana Fanny en 1903. Rudolf y Fanny tuvieron tres hijas, todas las cuales vivieron casadas en Berlín. En 1910 Rudolf y Fanny se trasladaron a Berlín. Pauline también fue Berlín, pero tuvo que abandonar a su hermana y a su cuñado en 1911 debido a desacuerdos económicos.  Vivían cómodamente en Haberlandstrasse 5, al igual que su hija Elsa Einstein, que se divorció en 1908 y que mantenía una aventura con su primo Albert desde 1912. 
Albert se mudó formalmente al apartamento de Elsa en 1917. Después de divorciarse de su primera esposa Mileva Einstein en Zúrich en 1919, se casó con Elsa Einstein en Berlín tres meses después. Rudolf Einstein había estado presionando mucho para lograr este matrimonio desde la separación de Einstein de su esposa Mileva en julio de 1914. Para él era muy importante que la reputación social de Elsa y las posibilidades de matrimonio de sus hijastras de su primer matrimonio, Ilse Einstein y Margot Einstein, mejoraran significativamente.  En 1922, los activos de Elsa Einstein y Rudolf Einstein perdieron tal valor que desde entonces fueron apoyados por Albert.  La lápida compartida de Rudolf y Fanny Einstein se encuentra en el cementerio judío Weißensee de Berlín .
Hay dos retratos al óleo de los padres de Rudolf Einstein, Raphael y Henriette Einstein, en Estados Unidos, realizados por Matthäus Kern en 1850. Demuestran que los padres de Rudolf Einstein vivían prósperamente en Buchau en aquella época, lo que puede explicar el capital inicial de Rudolf Einstein en 1871 o en los años anteriores. En el verano de 1893, por solidaridad de la familia judía, Rudolf Einstein concedió a su sobrino Rudolf Moos un préstamo para su empresa de comercio de calzado en Berlín. 

## Lina Einstein (prima de Albert)
Lina Einstein, prima de Albert, nació el 16 de noviembre de 1875 en Ulm como segunda hija de August Ignatz Einstein (1841, Bad Buchau - 1911, Tubinga) y Hanna Bertha Einstein, de soltera Pearls (1845, Esslingen - 1902, Ulm). El nombre hebreo Rivka también se puede encontrar en el registro de nacimiento de la comunidad israelita. En 1940, a la edad de 65 años, fue internada por la fuerza en la residencia de ancianos judía de Oberstotzingen.  Los intentos de Albert Einstein de obtener un permiso de salida para Lina a Estados Unidos fracasaron. En 1942, Lina Einstein fue deportada al campo de concentración de Theresienstadt y ese mismo año asesinada en el campo de exterminio de Treblinka. Se pueden encontrar tumbas de la familia Einstein en la parte judía del cementerio de Ulm: August Ignatz Einstein (el padre de Lina), Hanna Bertha Einstein (su madre), Anna Jauch (su hermana), Clara Einstein (su hermana), Jette Dreyfus (su tía), Friederike Moos (su tía) y Adolph Moos (su tío por matrimonio). Albert le puso a sus violines el nombre "Lina". No se puede aclarar si se trata de una derivación de la palabra “violín” o tiene algo que ver con su prima. Fuera de Lina, otros primos y primas de Albert también perecieron en el Holocausto:  Bertha Hofheimer, Marie Wessel, Hugo Moos y Julius Moos. 